# 市井豪門
《市井豪門》是2022年民視八點檔連續劇，為民視25週年台慶大戲。講述市井小民與豪門大戶之間的差異 ，探討其價值觀之間的落差。此劇於2022年6月17日開鏡，7月15日開拍，10月3日舉行試片記者會，10月4日接檔《黃金歲月》首播，2023年10月31日完結，共播出281集。

## 演員名單
- 雷洪飾郭春生
- 潘麗麗飾李高淑芬
- 倪齊民飾李有貴
- 吳皓昇飾李有志/阮泰久
- 陳仙梅飾邱玉英
- 廖家儀飾鄭春梅
- 楚宣飾吳湘美
- 黃文星飾李俊/徐安康
- 葉泓毅飾幼年李俊杰
- 傅子純飾陳逸凡
- 曾崧瑋飾幼年陳逸凡
- 王瞳飾劉惠婷(羅惠婷/李子萍)
- 孫鈺芯飾幼年劉惠婷
- 蘇晏霈飾劉佳雯
- 林荺蓉飾幼年劉佳雯
- 張書偉飾林國勝
- 劉星宇飾幼年林國勝
- 謝京穎飾陳宇潔
- 林沂潔飾幼年陳宇潔
- 曾子益飾蔡振翔
- 蕭嵂中飾幼年蔡振翔
- 王凱飾李俊豪/江俊豪
- 麥海淇飾幼年李俊豪
- 李又汝飾李可馨/江可馨
- 陳昕妤飾幼年李可馨
- 吳東諺飾李成龍(Jack)
- 陳秉澤飾幼年李成龍
- 許仁飾吳柏毅
- 張閔峻飾幼年吳柏毅
- 郭忠祐飾楊啟義
- 陳柏諺飾幼年楊啟義
- 尹昭德飾劉正富
- 何豪傑飾陳世明
- 賴慧如飾蔡佩娟/蔡玉珊
- 翁家明飾謝文良
- 蕭惠飾陳張桃
- 李國超飾徐天福
- 高欣欣飾方艷/方華
- 顏曉筠飾謝雅君
- 羅巧倫飾李秋月/沈家怡
- 周宇柔飾楊曉冬
- 郭亞棠飾郭怡珍
- 馬國畢飾楊坤火
- 張可昀飾許秀如
- 陳亞希飾謝品萱
- 羅程宇飾李冠廷
- 林小樓飾羅雅琪
- 黃詩詩飾何若晴
- 王中皇飾吳水旺
- 張家瑋飾高晶晶
- 李沛綾飾梁敏珠
- 劉至翰飾羅彥彬
- 廖苡喬飾羅心陽
- 兵家綺飾張美芳[4]
- 陳彥廷飾林海全
- 賴芊合飾潔西卡(張心恬)
- 林道遠飾吳文松
- 謝忻飾郭怡霈
- 胡嘉愛飾林美麗
- 于浩威飾烏秋
- 地球飾張永地
- 林琮軒飾洪一軍
- 洪毛飾邱孟宗
- 陳又榕飾周小倩
- 陳彥嘉飾芫荽
- 胡恩寧飾桃子
- 劉奕飾ANDY
- 楊凱琪飾丁雪
- 童韋傑飾紅俥
- 朱進新飾高經理
- 李威德飾Eric
- 米漿飾胖老大
- 思達飾小馬
- 阮氏翠恆飾阮氏英
- 許辰安飾阿祥
- 阿竿飾甘易飛
- 余宥樂飾洪品樂(阿樂)
- 吳鈺萱飾小A
- 楊烈飾江大海/江海(海王)[5]
- 元六飾奇蒙子(陳茂奇)[5]
- 王詠雋飾阿達利(王大立)[5]
- 何柏廷飾何柏廷
- 談學斌飾唐醫師
- 吳欣樺飾網紅
- 戴士堯飾王阿虎
- 嚴常銘飾阿狗
- 劉佳旺飾張經理[6]
- 桑布伊飾桑布伊[7]
- 徐薇飾徐薇[8]
- 吉那罐子飾吉那[9]
- 陳韋任飾金剛[10]
- 謝宇威飾謝宇威[11]
- 陳星飾詹永森[12]
- 黃子軒飾黃子軒[13]
- 羅文裕飾羅文裕[14]
- 劉尚謙飾山本正田[15]

## 主題曲

### 片頭曲
| 順序 | 歌曲名稱     | 作詞           | 作曲           | 主唱           | 播出期間                      | 播出集數         |
| 1    | 體會         | 白冰冰         | 蔡宜汝         | 白冰冰         | 2022年10月4日－2022年12月26日 | 第1集～第60集    |
| 2    | 夫唱婦隨     | 鄭喬安、郭之儀 | 鄭喬安、郭之儀 | 蔡秋鳳、李明洋 | 2022年12月27日－2023年3月20日 | 第61集～第120集  |
| 3    | 返來啦咱的愛 | 邱宏瀛         | 林榮進、黃麗美 | 談詩玲、楊哲   | 2023年3月21日－2023年5月1日   | 第121集～第150集 |
| 4    | 乎愛控制     | 周彥君         | 江志豐         | 謝 雷、呂明銀  | 2023年5月2日－2023年6月12日   | 第151集～第180集 |
| 5    | 咱的故事     | 陳怡婷         | 陳怡婷         | 郭忠祐、陳怡婷 | 2023年6月13日－2023年9月4日   | 第181集～第240集 |
| 6    | 愛袂離開     | 林東松         | 林東松         | 郭婷筠         | 2023年9月5日－2023年10月31日  | 第241集～第281集 |

### 預告曲
| 順序 | 歌曲名稱           | 作詞   | 作曲   | 主唱   | 播出期間                      | 播出集數       |
| 1    | 起大厝娶水某駛豪車 | 林偉龍 | 林偉龍 | 蘇振華 | 2022年10月4日－2023年10月27日 | 第1集～第279集 |

### 片尾曲
| 順序 | 歌曲名稱     | 作詞   | 作曲   | 主唱           | 播出期間                      | 播出集數         |
| 1    | 夢中的思念   | 吳梵   | 吳梵   | 龍千玉         | 2022年10月4日－2023年1月9日   | 第1集～第70集    |
| 2    | 刀馬旦       | 石國人 | 石國人 | 翁立友         | 2023年1月10日－2023年4月17日  | 第71集～第140集  |
| 3    | 舊情再相逢   | 石國人 | 石國人 | 陳隨意、林琇琪 | 2023年4月18日－2023年7月24日  | 第141集～第210集 |
| 4    | 時也運也命也 | 石國人 | 石國人 | 楊哲           | 2023年7月25日－2023年10月30日 | 第211集～第280集 |

## 獎項紀錄
| 年份   | 頒獎典禮           | 獎項名稱   | 入圍者 | 結果 |
| 2023年 | 第28屆亞洲電視大獎 | 最佳男配角 | 曾子益 | 提名 |
| 2023年 | 第28屆亞洲電視大獎 | 最佳女配角 | 顏曉筠 | 提名 |

## 外部連結
- 台娛百科上的市井豪門演員及角色詳細資訊
- 市井豪門 （页面存档备份，存于）—民視
- 市井豪門 - 四季線上4gTV （页面存档备份，存于）
- 民視八點檔的Facebook專頁
- YouTube上的市井豪門 ▶ 每天同步更新播放列表—民視戲劇館 Formosa TV Dramas